# 1323
Il 1323 (MCCCXXIII in numeri romani) è un anno  del XIV secolo.

## Eventi
- Guido Tarlati, signore di Arezzo, con l'aiuto di Francesco I Ordelaffi, signore di Forlì, ghibellini, conquistano Città di Castello.
- Canonizzazione di Tommaso d'Aquino, filosofo scolastico, teologo e Dottore della Chiesa.
- Distruzione del Faro di Alessandria a causa di una serie di violenti terremoti.
- 12 agosto - Firma del trattato di Nöteborg, con cui Svezia e Repubblica di Novgorod regolano i propri confini.
- Gli Aragonesi si impadroniscono del Regno di Sardegna.

## Nati
- 9 febbraio - Margherita di Brabante, contessa di Fiandra, contessa († 1380)
- Dmitrij Konstantinovič, russo († 1383)
- Filippo di Borgogna, conte († 1346)
- Maria di Blois, duchessa († 1363)
- Vieri de' Medici, banchiere italiano († 1395)
- Roberto di Namur, nobile olandese († 1391)
- Nicola d'Oresme, matematico, fisico e astronomo francese († 1382)
- Tommaso II di Savoia, vescovo cattolico italiano († 1362)
- Serafino de' Serafini, pittore italiano († 1393)
- Carlo di Gravina, nobile italiano († 1348)

## Morti
- 15 gennaio - Nicolas Caignet de Fréauville, cardinale francese (n. 1250)
- 18 gennaio - Caterina d'Asburgo, nobile austriaca (n. 1295)
- 3 marzo - Andrew Harclay, nobile e militare britannico (n. 1270)
- 25 marzo - Maria d'Ungheria, sovrana (n. 1257)
- 24 aprile - Enrico II di Gorizia, nobile italiano (n. 1266)
- 14 maggio - Simone di Archiac, cardinale e arcivescovo cattolico francese
- 11 giugno - Bérenger de Frédol il Vecchio, cardinale e vescovo cattolico francese
- 19 giugno - Matilde di Nassau, nobile tedesca
- 19 luglio - Pietro Crisci da Foligno, religioso italiano (n. 1243)
- 3 agosto - Agostino Casotti, vescovo cattolico e beato dalmata
- 4 settembre - Gegeen Khan, imperatore cinese (n. 1302)
- 27 settembre - Elzeario da Sabrano, nobile francese (n. 1285)
- 16 ottobre - Amedeo V di Savoia, nobile
- 16 novembre - Federico I di Meißen, nobile (n. 1257)
- Mary Bruce, nobile scozzese (n. 1273)
- Benvenuto Campesani, poeta italiano
- Ebalo I di Challant, italiano
- Maria Dalle Carceri, nobile
- Lamba Doria, ammiraglio italiano (n. 1245)
- Bérenger de Frédol il Giovane, cardinale e vescovo cattolico francese
- Lev II di Galizia, sovrano russo
- Giovanna di Taranto, regina (n. 1297)
- Gong Di, imperatore cinese (n. 1271)
- Guglielmo I Sanudo, duca
- Ibn Ājurrūm, grammatico berbero
- Isabella d'Armenia e Tiro, principessa armena (n. 1276)
- Isabella di Borgogna, nobildonna francese
- Loe Thai, sovrano siamese
- Nicola d'Epiro, conte (n. 1295)
- Delaito da Noarna, notaio italiano
- Giorgio II di Bulgaria, sovrano bulgaro
- Andrea di Galizia, sovrano russo

## Calendario
| Calendario 1323 | Calendario 1323 | Calendario 1323 | Calendario 1323 | Calendario 1323 | Calendario 1323 | Calendario 1323 | Calendario 1323 | Calendario 1323 | Calendario 1323 | Calendario 1323 | Calendario 1323 | Calendario 1323 | Calendario 1323 | Calendario 1323 | Calendario 1323 | Calendario 1323 | Calendario 1323 | Calendario 1323 | Calendario 1323 | Calendario 1323 | Calendario 1323 | Calendario 1323 | Calendario 1323 | Calendario 1323 | Calendario 1323 | Calendario 1323 | Calendario 1323 | Calendario 1323 | Calendario 1323 | Calendario 1323 | Calendario 1323 | Calendario 1323 |
| --------------- | --------------- | --------------- | --------------- | --------------- | --------------- | --------------- | --------------- | --------------- | --------------- | --------------- | --------------- | --------------- | --------------- | --------------- | --------------- | --------------- | --------------- | --------------- | --------------- | --------------- | --------------- | --------------- | --------------- | --------------- | --------------- | --------------- | --------------- | --------------- | --------------- | --------------- | --------------- | --------------- |
|                 | 1               | 2               | 3               | 4               | 5               | 6               | 7               | 8               | 9               | 10              | 11              | 12              | 13              | 14              | 15              | 16              | 17              | 18              | 19              | 20              | 21              | 22              | 23              | 24              | 25              | 26              | 27              | 28              | 29              | 30              | 31              |                 |
| Gennaio         | Sa              | Do              | Lu              | Ma              | Me              | Gi              | Ve              | Sa              | Do              | Lu              | Ma              | Me              | Gi              | Ve              | Sa              | Do              | Lu              | Ma              | Me              | Gi              | Ve              | Sa              | Do              | Lu              | Ma              | Me              | Gi              | Ve              | Sa              | Do              | Lu              |                 |
| Febbraio        | Ma              | Me              | Gi              | Ve              | Sa              | Do              | Lu              | Ma              | Me              | Gi              | Ve              | Sa              | Do              | Lu              | Ma              | Me              | Gi              | Ve              | Sa              | Do              | Lu              | Ma              | Me              | Gi              | Ve              | Sa              | Do              | Lu              |                 |                 |                 |                 |
| Marzo           | Ma              | Me              | Gi              | Ve              | Sa              | Do              | Lu              | Ma              | Me              | Gi              | Ve              | Sa              | Do              | Lu              | Ma              | Me              | Gi              | Ve              | Sa              | Do              | Lu              | Ma              | Me              | Gi              | Ve              | Sa              | Do              | Lu              | Ma              | Me              | Gi              |                 |
| Aprile          | Ve              | Sa              | Do              | Lu              | Ma              | Me              | Gi              | Ve              | Sa              | Do              | Lu              | Ma              | Me              | Gi              | Ve              | Sa              | Do              | Lu              | Ma              | Me              | Gi              | Ve              | Sa              | Do              | Lu              | Ma              | Me              | Gi              | Ve              | Sa              |                 |                 |
| Maggio          | Do              | Lu              | Ma              | Me              | Gi              | Ve              | Sa              | Do              | Lu              | Ma              | Me              | Gi              | Ve              | Sa              | Do              | Lu              | Ma              | Me              | Gi              | Ve              | Sa              | Do              | Lu              | Ma              | Me              | Gi              | Ve              | Sa              | Do              | Lu              | Ma              |                 |
| Giugno          | Me              | Gi              | Ve              | Sa              | Do              | Lu              | Ma              | Me              | Gi              | Ve              | Sa              | Do              | Lu              | Ma              | Me              | Gi              | Ve              | Sa              | Do              | Lu              | Ma              | Me              | Gi              | Ve              | Sa              | Do              | Lu              | Ma              | Me              | Gi              |                 |                 |
| Luglio          | Ve              | Sa              | Do              | Lu              | Ma              | Me              | Gi              | Ve              | Sa              | Do              | Lu              | Ma              | Me              | Gi              | Ve              | Sa              | Do              | Lu              | Ma              | Me              | Gi              | Ve              | Sa              | Do              | Lu              | Ma              | Me              | Gi              | Ve              | Sa              | Do              |                 |
| Agosto          | Lu              | Ma              | Me              | Gi              | Ve              | Sa              | Do              | Lu              | Ma              | Me              | Gi              | Ve              | Sa              | Do              | Lu              | Ma              | Me              | Gi              | Ve              | Sa              | Do              | Lu              | Ma              | Me              | Gi              | Ve              | Sa              | Do              | Lu              | Ma              | Me              |                 |
| Settembre       | Gi              | Ve              | Sa              | Do              | Lu              | Ma              | Me              | Gi              | Ve              | Sa              | Do              | Lu              | Ma              | Me              | Gi              | Ve              | Sa              | Do              | Lu              | Ma              | Me              | Gi              | Ve              | Sa              | Do              | Lu              | Ma              | Me              | Gi              | Ve              |                 |                 |
| Ottobre         | Sa              | Do              | Lu              | Ma              | Me              | Gi              | Ve              | Sa              | Do              | Lu              | Ma              | Me              | Gi              | Ve              | Sa              | Do              | Lu              | Ma              | Me              | Gi              | Ve              | Sa              | Do              | Lu              | Ma              | Me              | Gi              | Ve              | Sa              | Do              | Lu              |                 |
| Novembre        | Ma              | Me              | Gi              | Ve              | Sa              | Do              | Lu              | Ma              | Me              | Gi              | Ve              | Sa              | Do              | Lu              | Ma              | Me              | Gi              | Ve              | Sa              | Do              | Lu              | Ma              | Me              | Gi              | Ve              | Sa              | Do              | Lu              | Ma              | Me              |                 |                 |
| Dicembre        | Gi              | Ve              | Sa              | Do              | Lu              | Ma              | Me              | Gi              | Ve              | Sa              | Do              | Lu              | Ma              | Me              | Gi              | Ve              | Sa              | Do              | Lu              | Ma              | Me              | Gi              | Ve              | Sa              | Do              | Lu              | Ma              | Me              | Gi              | Ve              | Sa              |                 |